# Matéliane
Le Matéliane est un sommet situé dans le massif montagneux sur l'île de Basse-Terre en Guadeloupe. S'élevant à 1 297 mètres d'altitude, il constitue le point tri-partite des territoires des communes de Vieux-Habitants, Goyave et Capesterre-Belle-Eau. Il fait partie du parc national de la Guadeloupe.

## Hydrographie
Les sources de la rivière Moreau et de la rivière Morin sont situées sur ses flancs, précisément sur la face nord-est de la crête du morne Gourbeyre.